# Japanagromyza tephrosiae
Japanagromyza tephrosiae este o specie de muște din genul Japanagromyza, familia Agromyzidae, descrisă de Meijere în anul 1917. Conform Catalogue of Life specia Japanagromyza tephrosiae nu are subspecii cunoscute.